# Gaspard de Chenu
Gaspard de Chenu, né le 9 février 1717 et mort en 1795, est un notable de Bourgogne, issu d'une famille noble, principalement connu pour être l'auteur de la chanson populaire Cadet Rousselle.

## Biographie
Gaspard de Chenu était écuyer et seigneur du Souchet. Il effectue une carrière militaire au régiment royal des vaisseaux, il est blessé au combat à plusieurs reprises. En 1750, il épouse Germaine Gillotton à Auxerre, avec qui il a deux garçons. En 1759, il épouse Edmée-Anne Raffin avec qui il a également deux garçons, dont un est décédé en bas âge.
Il est nommé chevalier de Saint-Louis en 1758.
En 1792, Gaspard de Chenu écrit la chanson Cadet Rousselle, qui se moque gentiment de Guillaume Joseph Rousselle, dit Cadet Rousselle (1743-1807).